# أحلام سعيدة (مسلسل)
أحلام سعيدة هو مسلسل تلفزيوني مصري عُرض في شهر رمضان عام 1443 هـ (2 أبريل 2022م)، من بطولة يسرا وغادة عادل ومي كساب، من تأليف هالة خليل ومن إخراج عمرو عرفة.

## قصة المسلسل
تدور الأحداث حول ثلاث سيدات في منتصف العمر وهن "فريدة" و"شيرين" و"ليلى" من طبقات اجتماعية مختلفة، يعانين من الأرق وصعوبة في النوم، يجمعهن القدر سويا ليخضن تجارب ستساعدهن في التغلب على مشاكلهن ومواصلة حياتهن بطريقة أفضل.

## طاقم التمثيل
- يسرا: فريدة توفيق الحمامصي «ديدي»
- غادة عادل: شيرين «شيري»
- مي كساب: "ليلى"
- شيماء سيف: "صدفة"
- انتصار:[4] (نيفين - أخت شيرين)
- هشام إسماعيل: (أنسي - زوج نيفين)
- محمد أوتاكا: (رجب - حارس العقار)
- نور محمود: (حازم - زوج ليلى)
- هشام عاشور: (وكيل نيابة)
- داليا شوقي: (نادين)
- جيهان الشماشرجي: (شروق)
- ميسرة: (زوجة نصار)
- إسماعيل فرغلي: (نصار - جار فريدة)
- محمد الصاوي: (عبد الغني)
- عفاف مصطفى
- عماد رشاد: (صالح توفيق الحمامصي)
- نبيل نور الدين: (المحامي يحيى)
- سامي مغاوري
- أحمد شاهين: (نادر)
- زياد سرحان: (ستيفن)
- علي السبع: (آدم)
- ملك بدوي: (ماجي - ابنة صالح)
- سمية الألفي: (فوزية)
- ياسمينا العبد
- فؤاد محسن
- محمد شاهين: (ضيف شرف)
- تامر هجرس:[5] (طارق - ضيف شرف)
- إدوارد: (هاني - ضيف شرف)
- حمدي الميرغني: (متولي - ضيف شرف)
- طاهر أبو ليلة: (ضيف شرف)

## فريق العمل
- إخراج: عمرو عرفة
- تأليف: هالة خليل
- اشترك في الكتابة: عمر الأهواني، مي أبو زيد
- إنتاج: العدل جروب (جمال العدل)
- مدير التصوير: شريف النمر
- مونتاج: معتز الكاتب
- موسيقى تصويرية: فاخر آتاق أوغلي

## روابط خارجية
- أحلام سعيدة على موقع قاعدة بيانات الأفلام العربية